# 14659 Ґреґоріана
14659 Ґреґоріана (14659 Gregoriana) — астероїд головного поясу, відкритий 15 січня 1999 року.
Тіссеранів параметр щодо Юпітера — 3,356.